# Boris Lavrenev
Œuvres principales
Razlom
Boris Lavrenev (en russe : Бори́с Лавренёв), né Boris Andreïevitch Sergueïev  (en russe : Бори́с Андре́евич Серге́ев) le 4 juillet 1891 à Kherson et mort le 7 janvier 1959 à Moscou, est un dramaturge et écrivain de langue russe de la période soviétique. Au même titre que Vsevolod Ivanov et Konstantin Trenev, il est considéré comme pionnier de la dramaturgie révolutionnaire et héroïque dans la littérature soviétique,.

## Biographie
Né à Kherson, Boris Lavrenev est scolarisé dans le gymnasium municipal, avant d'entamer les études à la faculté juridique de l'Université d'État de Moscou en 1909. À cette époque il commence à écrire des poèmes et rejoint la branche moscovite du groupe futuriste Mezzanine de la poésie, fondé par Igor Severianine.
Vétéran de la Première Guerre mondiale, lors de la guerre civile russe il quitte l'Armée des volontaires pour rejoindre l'Armée rouge. Après la révolution russe, il occupe le poste d'adjudant du commandant de Moscou.
Sa carrière littéraire commence en 1911, avec la publication de poésies. A la fin des  années 1920, il fait partie de l'union des écrivains pétersbourgeois Sodroujestvo. En 1927, il participe à l'écriture de l'ouvrage collectif Les grands incendies (Большие пожары), un roman-feuilleton publié par le magazine Ogoniok en 1927. D'autres écrivains participent à l'écriture : Isaac Babel, Alexandre Grine, Leonid Leonov, Alexeï Novikov-Priboï, Konstantin Fedine, Alexis Tolstoï, Mikhaïl Zochtchenko, Véra Inber, Lev Nikouline. 
Le sujet de sa première pièce La Fumée publiée en 1925, évoque l'insurrection des blancs au Turkestan. La même année, elle est adaptée au Théâtre dramatique académique léningradois.
En 1930-1932, Lavrenev fait partie de l'Union littéraire de l'Armée rouge et de la Flotte appelée LOKAF (Literaturnoye obyedinenye Krasnoy Armyi i Flota) qui édite le mensuel Znamia. Pendant de nombreuses années il préside la section dramaturgique de l'Union des écrivains soviétiques.
Lors de la guerre d'Hiver et la Seconde Guerre mondiale, il est correspondant pour le journal de l’armée navale. Il publie à la même période deux recueils de nouvelles Les Marins de la Baltique fument leurs pipes (1942), Hommes au cœur simple (1943) et la pièce Le Dit des Tchernomors (1943) consacrée à la défense de Sébastopol. 
Après la guerre, Boris Lavrenev vit entre Moscou et sa datcha de Peredelkino. Son œuvre est imprégné de l'esprit de propagande soviétique glorifiant la puissance du pays communiste. Seulement peu avant sa mort il commence l'écriture d'une pièce satirique dénonçant la bureaucratie Le Cavalier sans tête qui restera inachevée. 
Mort à Moscou le 7 janvier 1959, Boris Lavrenev est inhumé au cimetière de Novodevitchi.

## Œuvre

### Dramaturgie
- 1925 : La Fumée (Дым)
- 1927 : La Rupture (Разлом)
- 1929 : Les Ennemies (Враги)
- 1943 : Le Dit des Tchernomors (Песнь о черноморцах)
- 1945 : Pour ceux qui sont en mer (За тех, кто в море)
- 1949 : Voix de l'Amérique (Голос Америки)
- 1953 : Lermontov (Лермонтов)

### Nouvelles
- 1923 : Marina (Марина)
- 1924 : Le Vent (Ветер)
- 1924 : Couleur étoile (Звёздный цвет)
- 1924 : Le Quarante et unième (Сорок первый)
- 1924 : L'histoire des choses simples (Рассказ о простой вещи)
- 1925 : Épave de la République d'Ilt (Крушение республики Итль)
- 1927 : Le Septième Compagnon (Седьмой спутник)
- 1928 : Gravure sur bois (Гравюра на дереве)
- 1942 : Les Marins de la Baltique fument leurs pipes (Балтийцы раскуривают трубки)
- 1943 : Hommes au cœur simple (Люди простого сердца)

## Adaptations au cinéma
- 1927 : Le Quarante et unième (Sorok pervyy) de Yakov Protazanov

## Récompenses
- prix Staline de 1er classe : 1946, pour la pièce Pour ceux qui sont en mer
- prix Staline de 2e classe : 1950, pour la pièce La Voix de l'Amérique
- ordre du Drapeau rouge du Travail : 1951
- médaille pour la victoire sur l'Allemagne